# Lymeziekte
Lymeziekte, lymeborreliose of ziekte van Lyme, is een infectieziekte die veroorzaakt wordt door bepaalde leden van het geslacht Borrelia: schroefvormige bacteriën (spirocheten) van 3 tot 8 µm lengte. Het is een vectorziekte die wordt overgedragen door de schapenteek (Ixodes ricinus) en de hertenteek (Ixodes scapularis). De ziekte is vernoemd naar het dorpje Old Lyme in Connecticut, waar in 1975 een epidemie van deze ziekte uitbrak.

## Geschiedenis
De ziekteverschijnselen en de mogelijke relatie met teken zijn al in 1764 in Schotland beschreven door de bioloog en predikant John Walker. Dat was ook de tijd dat veel mensen uit dat gebied wegtrokken naar Noord-Amerika, en het is niet uit te sluiten dat de bacterie toen met een van de emigranten is meegereisd.
In 1883 beschreef internist Alfred Buchwald in het Duitse Breslau, de ziekte die we momenteel kennen onder de naam Acrodermatitis chronica atrophicans: het derde stadium van de lymeziekte. Op een congres in 1909 besprak de Zweedse dermatoloog Arvid Afzelius een geval van ringvormige rode huidafwijkingen bij een oudere vrouw die door een teek gebeten was. Hij noemde deze huidafwijking 'erythema migrans'. In de jaren 1950 werd algemeen de relatie tussen tekenbeten en een combinatie van symptomen erkend en behandeld met penicilline.
Pas toen in 1975 in het plaatsje Old Lyme en omgeving in Connecticut een groot aantal jonge mensen gewrichtsklachten ontwikkelden, werd door onderzoekers van de Yale-universiteit ontdekt dat het ging om dezelfde ziekte als de Europese door teken overgebrachte aandoening.
DNA van Borrelia is teruggevonden in een teek uit 1884 in een Duits museum en een dode muis uit Cape Cod die is overleden in 1894. Ook in de Italiaanse, 5300 jaar oude ijsmummie Ötzi is Borrelia-DNA aangetroffen, zodat hij de oudst bekende drager van deze ziekte is.

## Ontdekking van de veroorzaker
Bij de uitbraak van deze ziekte in 1975 in Old Lyme werd door bewoners, en met name door Polly Murray die zelf de ziekte had en moeder was van twee kinderen met gewrichtsklachten, krachtig aangedrongen op verder onderzoek. Uiteindelijk werd Allen Steere, toen reumatoloog in opleiding aan de Yale-universiteit (inmiddels hoogleraar reumatologie aan de Harvard-universiteit), erop afgestuurd. Hij onderzocht de patiënten en vernam van een Europese arts dat dit beeld overeenkomsten vertoonde met erythema migrans, waarvan dankzij het werk van Afzelius bekend was dat het een relatie vertoonde met tekenbeten.
Ofschoon de relatie met teken toen dus bekend was, duurde het toch nog tot 1982 voordat de in Zwitserland geboren Amerikaanse wetenschapper Willy Burgdorfer de verantwoordelijke bacterie ontdekte, die naar hem is genoemd: Borrelia burgdorferi.

## Oorzaak van besmetting
Teken dragen soms bacteriën van het geslacht Borrelia bij zich. Een mens kan hiermee geïnfecteerd worden door een tekenbeet. Er zijn aanwijzingen dat de ziekte ook door andere dieren kan worden overgedragen.
De bacterie kan ook via bloed-op-bloed-contact overgedragen worden. Omdat de bacterie verwant is aan Treponema pallidum, de bacterie die syfilis veroorzaakt, is er nog discussie gaande of lyme ook via onbeschermd seksueel contact overgedragen kan worden. Ondanks het nodige onderzoek is er nog nooit een besmetting op deze wijze gerapporteerd.
Inmiddels is duidelijk dat er diverse varianten van deze bacterie bestaan, die zeer waarschijnlijk verschillende ziekteverschijnselen veroorzaken. Bij huidverschijnselen is vaak sprake van B. afzelii, bij neuroborreliose van B. garinii. In de VS komt een variant voor die vooral gewrichtsklachten veroorzaakt; de soorten in Europa geven vaker huidverschijnselen. De microbiologie van Borreliasoorten is zeer complex en de kennis op dit gebied vertoont nog vele lacunes. Per jaar verschijnen er echter vele tientallen wetenschappelijke publicaties over dit onderwerp.
Diagnose en identificatie van de specifieke lymespirochetenstam wordt bemoeilijkt doordat er in toenemende mate co-infecties samen met lyme overgedragen worden. Lyme muteert zelf ook.

## Ziekteverschijnselen
Lymeborreliose is een systeemziekte met een grillig verloop en vele verschijningsvormen die steeds diverser worden doordat er steeds vaker co-infecties met andere ziekteverwekkers optreden. De wetenschappelijke informatie vertoont nog lacunes en is deels tegenstrijdig. Het is inmiddels wel mogelijk de bacterie te kweken en in een hoog percentage van de gevallen lukt het het DNA van de bacterie aan te tonen door middel van een polymerasekettingreactie. Toch ontbreekt nog een door iedereen erkende gouden standaard voor het stellen van de diagnose. Dit geldt overigens ook voor de behandeling, de definitie van genezing of voor het vaststellen van het effect van behandeling. Met de toename van de kennis en de technieken wordt lymeborreliose wel steeds meer een 'gewone' spirocheteninfectie die detecteerbaar en behandelbaar is.
Een infectie met Borrelia burgdorferi leidt vaak niet tot ziekteverschijnselen, zoals uit het voorkomen van antistoffen bij mensen uit risicogroepen (bosarbeiders) blijkt, waarvan er veel wel besmet zijn (geweest) met de spirocheet, zoals uit bloedonderzoek blijkt, maar die daar nooit iets van gemerkt hebben. In de Verenigde Staten is seropositiviteit zonder symptomen daarentegen zeldzaam. Wanneer er ziekteverschijnselen ontstaan, worden deze in drie stadia ingedeeld. De indeling in stadia is enigszins arbitrair.

### Stadium 1: lokale huidinfectie; erythema migrans (EM)

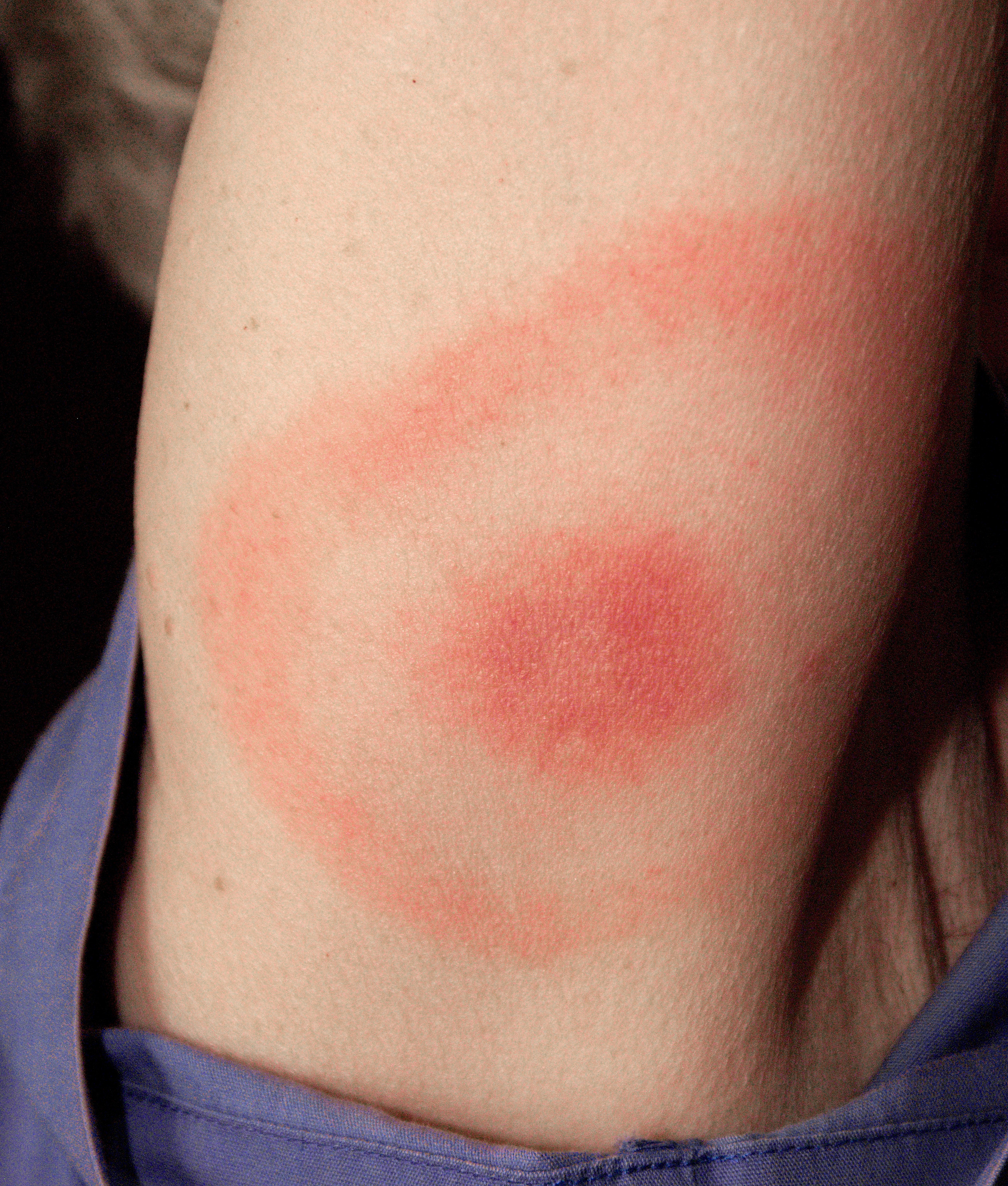
Erythema migrans

De lokale huidinfectie begint meestal als een rood plekje, vaak na 4 à 10 dagen en bijna altijd binnen drie maanden na een tekenbeet. De afwijking breidt zich in de loop van dagen tot weken uit tot een (5–40 cm in diameter) min of meer ronde of ovale rode plek, vaak met centrale verbleking. De plek is meestal pijnloos, jeukt meestal niet en is niet verheven, behalve soms aan de randen. Voorkeurlokalisatie: romp, benen, oksels en liezen. Deze afwijking wordt erythema (chronicum) migrans genoemd. Bij de lokale huidinfectie wordt soms een griepachtig ziektebeeld met malaise, koorts, keelpijn en spierpijn gezien. Dit beeld kan ook in een latere fase van de ziekte gezien worden.
Als een typisch erythema migrans (EM) wordt geconstateerd is er vrijwel zeker sprake van lymeborreliose. Variaties van het erythema migrans komen echter voor. Zo kan het erytheem egaal rood blijven, ontstaan er ter plaatse blaren of kunnen er meerdere ringen om elkaar heen zichtbaar zijn. Ook jeuk en pijn kunnen in een minderheid van de gevallen voorkomen. Meerdere EM-laesies tegelijk of terugkerende EM-laesies zijn beschreven.
De helft van de patiënten met erythema migrans heeft geen tekenbeet opgemerkt. Sommige studies geven aan dat de atypische (niet-typerende) vormen van erythema migrans vaker voorkomen dan de hierboven beschreven typische vorm.
Bij patiënten met een typisch erythema migrans is serologisch bloedonderzoek op Borrelia burgdorferi niet nodig voor het stellen van de diagnose. In een vrij aanzienlijk deel van de gevallen (30-50%) zijn in deze fase van de ziekte nog geen antistoffen aantoonbaar. Patiënten met erythema migrans dienen derhalve zonder verdere tests met een antibioticum te worden behandeld. Over de duur van behandeling en dosering bestaat geen overeenstemming onder deskundigen; de opgegeven duur kan uitlopen van 10 tot 21 dagen. In de acute fase kan ook lymphadenosis cutis benigna (borrelia pseudolymfoom) optreden, een paarsrood onderhuids bultje op de plaats van de beet of op afstand. Voorkeurslocatie: oorschelp, oorlel, tepel, neus, scrotum.

### Stadium 2: vroege gedissemineerde infectie
Na de tekenbeet kan Borrelia burgdorferi in de bloedbaan terechtkomen, hetgeen tot een gedissemineerde infectie leidt. In tegenstelling tot wat eerder gedacht werd, zijn er sterke aanwijzingen dat de bacterie al binnen enkele etmalen kan dissemineren (uitzaaien) en onder andere het centrale zenuwstelsel kan infiltreren. Bij deze demyelinisatie (degeneratieve verdwijning van de myelineschede van de zenuwvezels) ontstaat een gestoorde prikkelgeleiding die zich onder andere kan uiten als verlamming en/of sensibiliteitsafwijkingen.
Via de bloedbaan wordt de bacterie in het lichaam verspreid, maar de bacterie is meestal slechts kort in de bloedbaan aanwezig. Hoewel de bacterie in elk orgaan terecht kan komen, ontstaan de meeste ziekteverschijnselen in het zenuwstelsel, de gewrichten en het hart. Het blijkt dat de helft van de patiënten met een gedissemineerde infectie geen tekenbeet of erythema migrans heeft opgemerkt. Daardoor kan het voorkomen dat de ziekteverschijnselen niet direct met een infectie van Borrelia burgdorferi in verband worden gebracht.

#### Aandoeningen van het zenuwstelsel (neuroborreliose)
De meest voorkomende acute aandoeningen van het zenuwstelsel zijn ontsteking van hersenzenuwen en/of ruggenmergzenuwen, met name een nervus facialisparese die een halfzijdige gezichtsverlamming geeft (aangezichtsverlamming van Bell), al dan niet in combinatie met een hersenvliesontsteking. De verschijnselen van de hersenvliesontsteking zijn meestal gering. Meestal hebben patiënten geen hoofdpijn, koorts, sufheid of nekstijfheid zoals bij andere, acute vormen van hersenvliesontsteking.
Daarnaast komen ook subacute en chronische vormen van de infectie van het centrale zenuwstelsel voor (subacute encefalopathie, zie chronische neuroborreliose).
Verschijnselen van hersenzenuwontsteking kunnen onder andere bestaan uit dubbelzien (parese of paralyse van de nervus abducens of een van de andere oogspierzenuwen) en halfzijdige aangezichtsverlamming en pijn in het verzorgingsgebied van de betreffende zenuw als het een gevoelszenuw betreft. Ook kunnen problemen met het gehoor optreden (gehoorverlies) met eventueel optreden van tinnitus. Lyme is in sommige gevallen de oorzaak van (eenzijdige) plotselinge doofheid, waarbij een aanzienlijk gedeelte van de gehoorfunctie uitvalt. Ook kan er sprake zijn van duizelingen.
Ontsteking van een ruggenmergzenuw veroorzaakt soms zeer heftige pijn in een arm of been of in de romp. Soms gaat dit samen met krachtsverlies en een doof, tintelend gevoel. Ontsteking van het ruggenmerg kan krachtsverlies en een doof gevoel in beide benen veroorzaken. Soms kan de urine niet worden opgehouden of wordt juist het plassen bemoeilijkt.
Naast deze veel beschreven verschijningsvormen zijn beelden die lijken op multiple sclerose (MS), amyotrofische laterale sclerose (ALS), multiple systeematrofie en dementie beschreven. Of deze allemaal samenhangen met een Borrelia-infectie is omstreden.
Bij verdenking op neuroborreliose wordt in de regel naast onderzoek naar antistoffen in het bloed ook gezocht naar antistoffen in het hersenvocht (liquor cerebrospinalis). Antistoffen zijn zowel in de vroege fase als in de latere fase niet altijd aantoonbaar en negatieve bevindingen sluiten een neuroborreliose dus niet geheel uit. Internationale panels van deskundigen gaan ervan uit dat de diagnose 'borreliose' pas mag worden gesteld als er inderdaad direct bewijs is van de bacterie, door kweek of door detectie van antistoffen, liefst in stijgende titer. Dit standpunt wordt door patiëntenverenigingen en ook door sommige deskundigen bestreden. Er zijn echter ook veel mensen die nergens last van hebben maar die wel ooit een Borrelia-infectie hebben doorgemaakt en, ten bewijze daarvan, nog antistoffen hebben. Dit komt b.v. onder boswachters veel voor. Het hebben van antistoffen is dus ook niet noodzakelijk gerelateerd aan het bestaan van klachten.

#### Gewrichtsaandoeningen
De verschijnselen van gewrichtsontsteking (lymeartritis) zijn zwelling en pijn in het aangedane gewricht. De duur van de zwelling varieert van minder dan een dag tot maanden. Het kniegewricht is relatief vaak aangedaan. De gewrichtsontsteking ontstaat bij de helft van de patiënten binnen drie maanden na de tekenbeet of het erythema migrans. Gewrichtsontsteking kan echter ook in het latere beloop van de ziekte ontstaan. De ontstekingsverschijnselen kunnen verspringen tussen diverse gewrichten.
Klachten verbeteren vaak na behandeling met een antibioticum, maar kunnen ondanks behandeling nog lang blijven bestaan. Er zijn aanwijzingen dat voortdurende gewrichtsklachten na behandeling veroorzaakt worden door een persisterende infectie. Gewrichtsontsteking moet worden onderscheiden van een op fibromyalgie lijkend syndroom dat (soms in combinatie met lymeartritis) in de chronische fase van lymeborreliose voorkomt.

#### Hartaandoeningen
De meest voorkomende afwijking van het hart is een lymecarditis met stoornis in het geleidingssysteem (AV-blok) en/of andere hartritmestoornissen. Wanneer de geleidingsstoornis ernstig is kunnen hartfalen en benauwdheidsklachten ontstaan.

### Stadium 3: chronische lymeborreliose

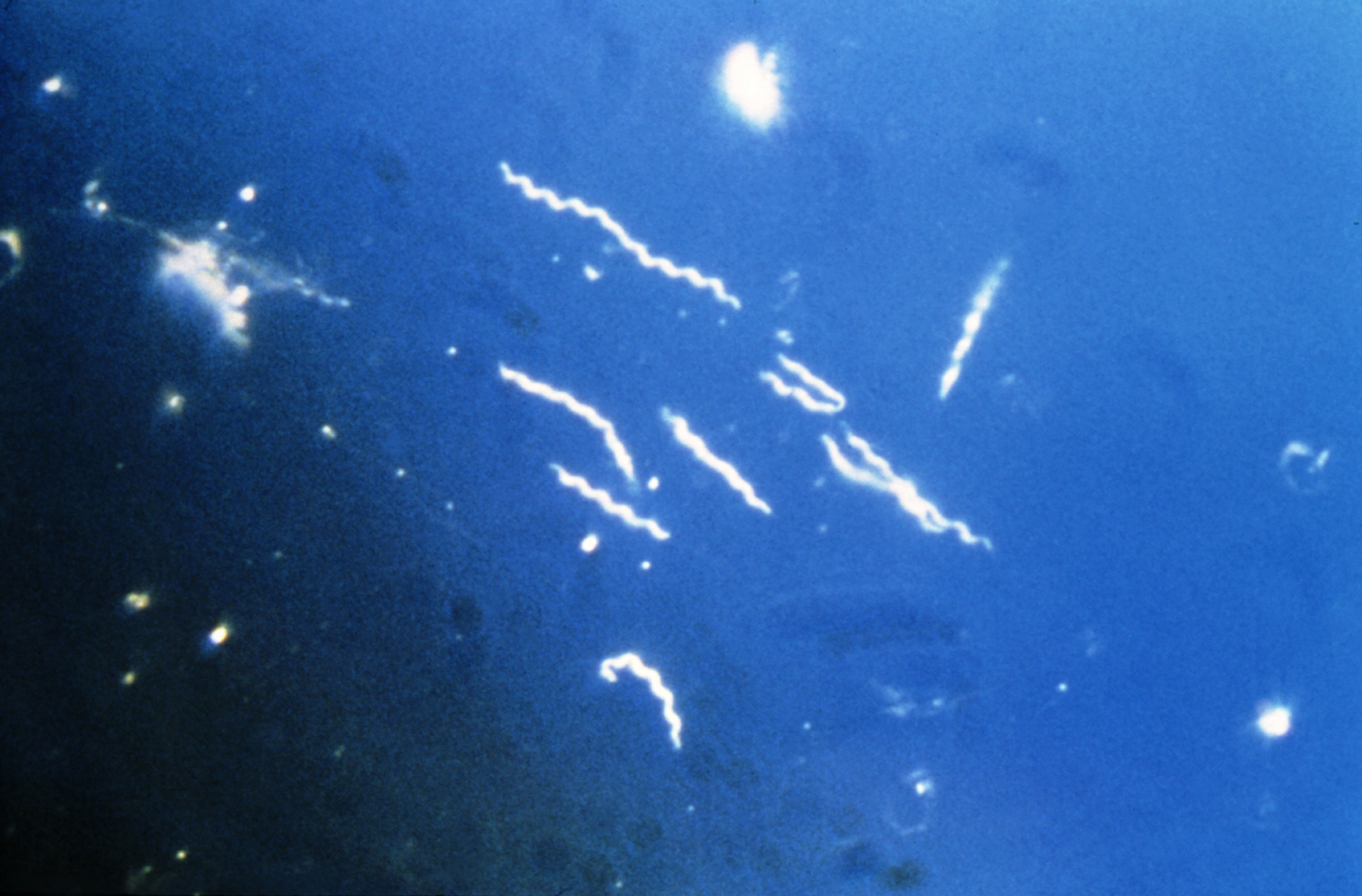
Borrelia burgdorferi is de veroorzaker van lymeziekte

Men spreekt over het algemeen van chronische lymeborreliose bij een ziekteduur van meer dan een jaar. Alle eerder genoemde verschijnselen kunnen een langdurig beloop hebben met symptoomvrije perioden van weken tot jaren waarna de klachten weer kunnen terugkomen of verergeren. De symptomen kunnen hierbij van orgaansysteem wisselen.
Er zijn sterke aanwijzingen dat lymeborreliose naarmate de infectie langer duurt steeds meer de kenmerken van een chronische multisysteemziekte vertoont (vergelijk lues, ook een infectie met een schroefvormige bacterie). Naast de specifieke verschijnselen in verschillende orgaansystemen staan bij de chronische vorm van de ziekte de algemene (ook wel aspecifiek genoemde) klachten op de voorgrond. Volgens sommigen zouden deze klachten onder andere bestaan uit griepachtige verschijnselen, chronische vermoeidheid (vergelijk CVS), hoofdpijn, voorbijgaande temperatuursverhoging van enkele uren, transpireren, wisselende pijn in spieren, pezen en gewrichten (zonder objectieve lokale ontstekingsverschijnselen, vergelijk fibromyalgie).
Wat betreft de noodzaak tot verder onderzoek en behandeling bij de groep chronische patiënten bestaat verschil van inzicht onder deskundigen. Dit kan aanleiding zijn voor heftige conflicten tussen patiënten die menen lymeziekte te hebben en artsen die zich houden aan de strakke criteria voor diagnosticering van de ziekte zoals die in sommige richtlijnen worden beschreven.

#### Chronische neuroborreliose
In de latere fase van de ziekte kunnen chronische ziekteverschijnselen van het centrale en perifere zenuwstelsel (chronische neuroborreliose) op de voorgrond staan waaronder de subacute/chronische encefalopathie (diffuse hersenaandoening). Over de prevalentie van chronische neuroborreliose bestaat geen overeenstemming onder deskundigen.
De diagnostiek van encefalopathie is vaak moeilijk omdat het verloop sluipend is en de symptomen pas bij een gedegen onderzoek aan het licht komen. De klachten die bij lyme-encefalopathie relatief vaak gezien worden zijn: stemmingswisselingen, prikkelbaarheid, geheugenproblemen, verminderde concentratie, problemen met woordvinding, hoofdpijn, overgevoeligheid voor zintuiglijke prikkels (licht, geluid) en slaapstoornissen. Psychiatrische beelden die door lyme-encefalopathie kunnen worden veroorzaakt of geïmiteerd omvatten: persoonlijkheidsveranderingen, dementie, ADHD, angststoornissen, stemmingsstoornissen en psychotische stoornissen.

#### Acrodermatitis chronica atrophicans (ACA)
Een huidaandoening die ook tot chronische lymeborreliose wordt gerekend is acrodermatitis chronica atrophicans (ACA, ook "ziekte van Pick-Herxheimer"). Deze verschijningsvorm van Borreliose is voor het eerst beschreven door de internist Buchwald op het einde van de 19e eeuw. Acrodermatitis chronica atrophicans wordt daarom ook wel de "ziekte van Buchwald" genoemd. Deze aandoening is gekenmerkt door een paarsrode verkleuring van de huid van een extremiteit, die pasteus en warm aanvoelt. Na maanden tot jaren wordt de huid papierdun. Voorkeurlokalisatie: (onder)been, onderarmen. De aandoening is vooral aan de (onder)benen en onderarmen gelokaliseerd en kan jaren na een tekenbeet of een erythema migrans ontstaan. Een klein deel van deze patiënten heeft ook gewrichtsontsteking. Afweerstoffen tegen Borrelia burgdorferi zouden bij deze patiënten altijd in het bloed aantoonbaar zijn.

### Post-lymeziektesyndroom
In de medisch-wetenschappelijke literatuur bestaat geen helderheid over de term "chronische lymeziekte", omdat er geen consensus is over de diagnostische criteria, waardoor deze term naar verschillende patiëntengroepen kan verwijzen.
Er kan gesproken worden van post-lymeziektesyndroom bij patiënten die
- een gedocumenteerde episode van lymeziekte hebben doorgemaakt,
- daarvoor behandeld zijn volgens de richtlijnen, en
- daarna persisterende niet-kenmerkende klachten hebben, waaronder vermoeidheid, spier- en gewrichtspijnen, hoofdpijn, concentratiestoornissen en tintelingen.[7]

In de internationale wetenschappelijke literatuur wordt meestal de term PTLDS gebruikt, een afkorting van Post-Treatment Lyme Disease Syndrome. Het post-lymeziektesyndroom valt onder de post-acute infectiesyndromen. 

## Diagnostiek
Het stellen van de diagnose van een Borrelia burgdorferi-infectie is in vele gevallen niet eenvoudig en hierover bestaat onder deskundigen verschil van mening. Sommige deskundigen vertrouwen sterk op laboratoriumonderzoek in de vorm van serologische testen, omdat zij menen dat, wanneer bij een eerste test, afgenomen voldoende lang (> 3 weken) na de besmetting, geen serologische tekenen (met name antistoffen van de IgG-klasse) van lymeborreliose worden gevonden, het vrijwel uitgesloten is dat de symptomen door Borrelia burgdorferi worden veroorzaakt. In vorige decennia werd er vaak op gewezen dat de gebruikte tests soms niet alle vormen van de bacterie konden detecteren. Dit is tegenwoordig echter steeds minder het geval. Anderen benadrukken dat de tests geen zekerheid bieden en menen dat de diagnose van lymeborreliose gebaseerd dient te zijn op zorgvuldig in kaart brengen van de klinische verschijnselen in samenhang met aanvullend onderzoek. Zij stellen dat testuitslagen nooit doorslaggevend mogen zijn en dat in vele gevallen slechts een combinatie van gegevens tot de goede diagnose kan leiden. Dit standpunt is terrein aan het verliezen naarmate de testmethoden betrouwbaarder worden.
Het aanvullend onderzoek omvat in de eerste plaats serologie van het bloedserum naar diverse voorkomende Borrelia-stammen, eventueel aangevuld met onderzoek naar bacterie-DNA, onderzoek van hersenvocht, psychiatrisch onderzoek, neuropsychologisch onderzoek en diverse vormen van hersenbeeldvormend onderzoek (MRI, SPECT, PET). DNA-onderzoek op basis van PCR is met name goed uit te voeren op gewrichtsvloeistof en minder op bloed.

### Serologie
De Borrelia-bacterie is moeilijk te kweken en was vroeger niet geheel betrouwbaar aan te tonen omdat er veel verschillende serologische varianten zijn. Serologische testen tonen antistoffen aan en niet de bacterie zelf. Het hebben van antistoffen (zoals vaak gezien wordt bij gezonde boswachters) betekent niet noodzakelijk dat men ziek is of zal worden, terwijl anderzijds het ontbreken van aantoonbare antistoffen niet bewijst dat men niet besmet kan zijn omdat het bloedonderzoek te vroeg in het ziekteproces is uitgevoerd. Bij de interpretatie van de test dient rekening gehouden te worden met de duur en de aard van de klachten en de soort antistoffen die aanwezig zijn. Zes weken na besmetting kan IgM aantoonbaar zijn en zes tot acht weken IgG. Aanwezigheid van IgG en IgM wijst dus op een recente besmetting, afwezigheid van IgG antistoffen bij een klachtenpatroon langer dan acht weken maakt infectie minder waarschijnlijk. Met name IgG kan bij chronische ziekte lang sterk verhoogd zijn. Bij vroege behandeling van de ziekte kan de antistofrespons afwezig blijven. Aangezien de tests niet zijn gestandaardiseerd kunnen de testuitkomsten van verschillende laboratoria onderling aanzienlijk verschillen. Hier wordt overigens voortdurend aan gewerkt. Een ander probleem is dat de serologische test voor Borrelia in een aanzienlijk deel van de gevallen fout-positief is: de test is positief terwijl er geen antistoffen tegen Borrelia zijn (en er dus geen sprake is van lyme). Vaak wordt daarom een positieve test bevestigd op DNA-niveau met behulp van een polymerasekettingreactie (PCR).
Het in Nederland tot nu toe gebruikte tweestappen-protocol (screening met een ELISA en bevestigen met Western blot) is omstreden. Volgens diverse onderzoeken blijkt het tweestappen-protocol te veel (in sommige onderzoekingen tot 40%) foutnegatieven te geven en zou daarom tot onnodige onderdiagnostiek leiden. Door sommige deskundigen wordt daarom aangeraden altijd een Western blot-test te doen.
Het European Union Concerted Action on Lyme Borreliosis-forum (EUCALB), een internationaal samenwerkingsverband van Europese deskundigen op het gebied van de ziekte, stelt daarentegen dat alleen voor zeer vroege lymeziekte de serologie weleens foutnegatief uitvalt; voor latere stadia houden zij aan dat de serologie eigenlijk altijd bewijzend is. Het diagnosticeren van late neuroborreliose zonder serologisch bewijs acht dit college niet verantwoord. Ze bevelen aan de ELISA te doen met een specificiteits-afkappunt van 95% tot 98%. Dit advies is met name onder (chronische) patiënten en belangenbehartigers niet onomstreden.

## Behandeling
Kort na een tekenbeet wordt 10-21 dagen 2x daags 100 mg doxycycline het meest genoemd. In afwijkend geval (zwangerschap, intolerantie,...) kan ook amoxicilline worden voorgeschreven, met dosering 21 dagen a rato van 3x daags 1 gram.
In veel gevallen houdt de patiënt na een antibiotica-kuur nog klachten over. In dit geval helpt het soms om de antibiotica langer toe te dienen.

## Vaccin
In 1998 leverde het farmaceutische bedrijf SmithKline Beecham (nu GlaxoSmithKline) een veelbelovend en zeer effectief vaccin. Dit vaccin bestond uit een eiwit dat voorkomt op het oppervlak van de Borrelia-bacterie. Anders dan bij een normaal vaccin, veroorzaakte dit de aanmaak van antistoffen die door de teek opgezogen werden en op hun beurt de teek zelf immuun maakte voor de bacterie. Dit vaccin had een effectiviteit van 80%.
Tijdens de introductieperiode van het vaccin ontstond de verdenking dat het vaccin ongewenste bijwerkingen zou hebben, met name artritis. Vervolgonderzoek toonde aan dat dit verband niet aantoonbaar was, maar de publieke opinie keerde zich tegen het vaccin en in 2002 werd de productie van het vaccin gestopt wegens onvoldoende vraag.
Er wordt door farmaceuten gewerkt aan tweede generatie vaccins tegen lyme, maar deze zijn nog niet leverbaar. Tegelijkertijd wordt er onderzoek gedaan naar het immuun maken van dragers van de bacterie, met name knaagdieren. Als deze dieren de bacterie niet langer meer dragen, kunnen teken hem niet meer overdragen. Testen met muizen waarbij deze voer met daarin vaccin te eten kregen, bleken in 89% immuun te worden. Er wordt zelfs gewerkt aan gemodificeerde rijstplanten die het vaccin bevatten en aan muizen gevoerd kunnen worden. Een weer iets andere - veelbelovende - benadering is het besmetten van muizen met een aangepast virus dat hen ongevoelig maakt voor Borrelia, om op die manier de levenscyclus van de bacterie te doorbreken.
In maart 2023 publiceerde Vector-Borne and Zoonotic Diseases een studie van het team van de Universiteit van Massachusetts Amherst en een collega van de Universiteit van Auburn in Alabama. Die studie stelde vast dat bloed van het witstaarthert de bacteriën van hertenteken doodt, die de ziekte van lyme veroorzaken. De onderzoekers namen bloedserum bij witstaartherten uit Alabama en voegden die vervolgens toe aan proefbuizen met gekweekte Lyme-bacteriën, met resultaat dat de bacteriën doodgingen. Volgende stap is de exacte mechanismen in het hertenbloed achterhalen die de bacteriën doden.

## Lyme in België en Nederland

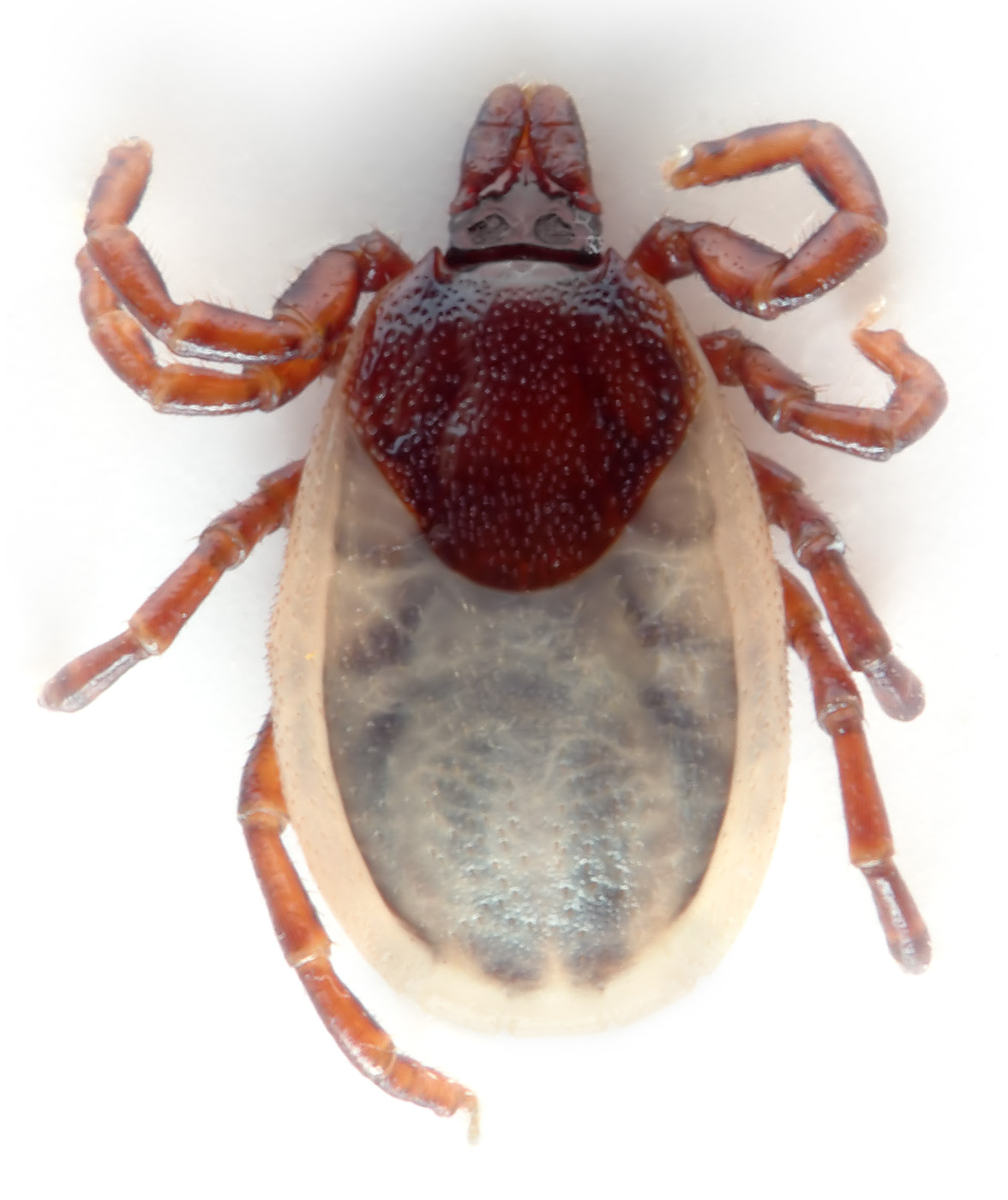
Een schapenteek, de vector van de ziekte (sterk vergroot)

Jaarlijks worden er in Nederland ongeveer 1,2 miljoen mensen gebeten door een teek. Hiervan krijgen er ongeveer 17 000 (bijna 1,5%) erythema migrans een scherp afgetekende rode ring rond de plaats van de beet. Niet iedereen die geïnfecteerd wordt door de Borrelia-bacterie vertoont deze rode ring. In ongeveer de helft van de aangetoonde infecties is de rode ring nooit waargenomen. In de periode van maart tot en met augustus worden de meeste tekenbeten gemeld.
In België ziet men de grootste incidentie van de ziekte van Lyme in de Kempen, de streek ten zuiden van Brussel en de Maasvallei. In de regio's met de hoogste incidentie zijn er op één jaar meer dan 31,78 gevallen per honderdduizend inwoners.

### Toename aantal teken
Onderzoek toonde in 2014 aan dat het aantal teken in België en Nederland toeneemt. Het percentage besmette teken nam ook toe, al lijkt dit volgens onderzoek in 2016 sindsdien gestabiliseerd te zijn. De toename aan natuurterreinen en de constructie van ecologische verbindingszones zijn hier waarschijnlijk debet aan. Ook de toename van het aantal zoogdieren door het terugdringen van de jacht is een mogelijke oorzaak.
In de ecologie van de teek spelen kleine zoogdieren zoals muizen en grote zoogdieren (doorgaans hertachtigen) een grote rol. De teek overwintert in de holen van kleine zoogdieren. Kleine zoogdieren zijn meestal niet erg mobiel en voor verspreiding tussen muizenkolonies maken teken vaak gebruik van herten of wilde zwijnen. Zonder natuurlijke verbindingszones sterven geïsoleerde tekenpopulaties meestal uit.

### Epidemiologie
Men verwacht dat de toename van het aantal teken leidt tot een toename van het aantal gevallen van lyme, hoewel niet alleen teken lyme kunnen overbrengen. Door onderrapportage en onderdiagnostiek is er gebrek aan epidemiologische gegevens waardoor de volle omvang van het probleem niet bekend is. De beschikbare gegevens wijzen waarschijnlijk op een toename van de infectie in Nederland. In ieder geval neemt het aantal huisartsconsulten wegens tekenbeten de laatste jaren toe, evenals het aantal vastgestelde gevallen van erythema migrans, de karakteristieke huidafwijking die er soms het gevolg van is.
Borrelia burgdorferi wordt in Nederland vooral overgebracht door de teek Ixodes ricinus. Daarnaast is aangetoond dat de ziekte door de moeder aan het ongeboren kind kan worden overgedragen. Andere besmettingswegen zoals andere stekende insecten, bloedtransfusies en seksueel contact worden door sommigen vermoed, maar zijn (nog) niet wetenschappelijk aangetoond. Het risico op infectie na een tekenbeet was in een Zwitsers onderzoek bij 376 mensen ongeveer 4%.
Het RIVM kondigde op 14 april 2013 aan een grootschalig onderzoek te gaan doen inzake het preventief antibioticagebruik na een tekenbeet.

## Beroepsziekte
In België wordt lymeziekte beschouwd als een beroepsziekte, hetgeen betekent dat iemand die beroepshalve besmet wordt door een teek (bv. bos- en parkwachters, houtvesters, militairen, enz.) in aanmerking komt voor vergoeding door het Fonds voor Beroepsziekten. Voor ambtenaren die beroepshalve besmet worden, geldt een aangepaste regeling via de administratieve gezondheidsdienst van het ministerie van Volksgezondheid. In 2009 is de ziekte door de Centrale Raad van Beroep ook in Nederland erkend als een beroepsziekte.